# Universidade do Sarre

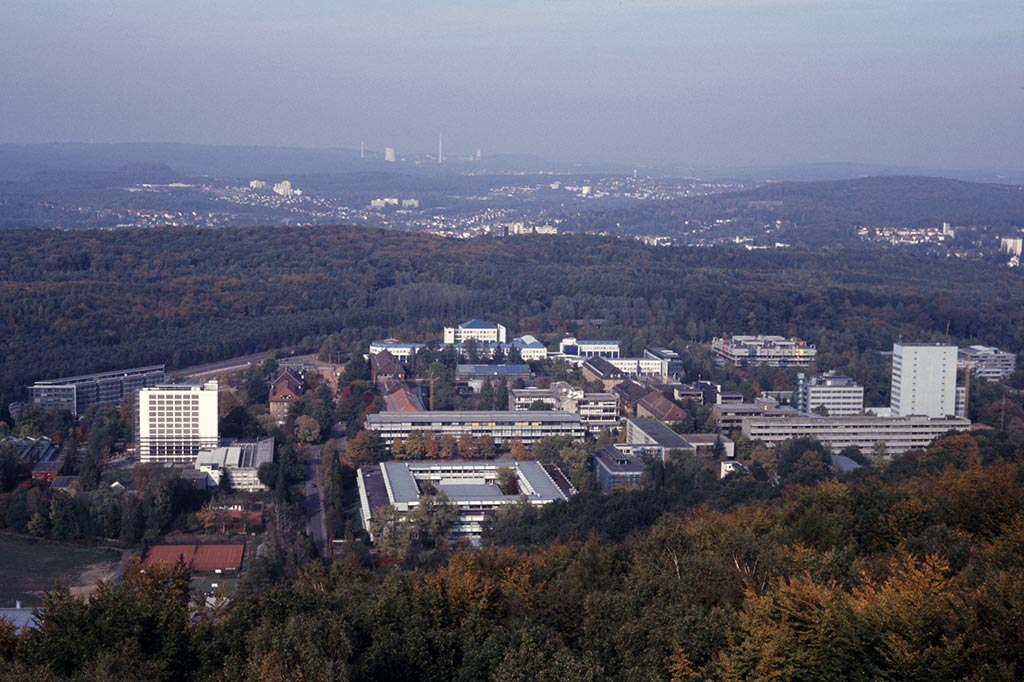
Vista aérea

A Universidade do Sarre (em alemão: Universität des Saarlandes) é a única universidade do estado da Alemanha Sarre, com sedes em Saarbrücken e Homburg. No semestre de verão de 2011 possuia 17.023 estudantes assistidos por 3.070 funcionários (incl. corpo docente e 270 professores).

## História
Fundada em 1948 com suporte francês na época do Protectorado de Sarre a universidade é caracterizada pelo ensino bilingüe e perfil internacional que tem sido sublinhado por sua proclamação como "Universidade da Europa" em 1950 e pela fundação do Instituto Europa (Europa-Institut, focado na integração europeia) como a sua coroa e símbolo, em 1951.

## Faculdades
A universidade possui oito faculdades, assim distribuídas:
- Faculdade de Direito e Economia (Rechts- und Wirtschaftswissenschaftliche Fakultät)
- Faculdade de Medicina (Medizinische Fakultät)
- Faculdade de Filosofia I-III (Philosophische Fakultät I–III)
- Faculdade de Ciências naturais e técnicas I-III (Naturwissenschaftlich-Technische Fakultät I–III)

## Notórios alunos
- Karl-Otto Apel (1922-2017), filósofo
- Oscar Lafontaine (político)
- Ralf Dahrendorf (1932–2001), sociólogo, filósofo e político
- Michael Wolffsohn (1947-), historiador e politólogo